# Souleymane Diawara
Souleymane Diawara (Dakar, 24. prosinca 1978. godine) senegalski je umirovljeni nogometaš. Bio je reprezentativac je senegalske nogometne reprezentacije. 

## Karijera

### Klupska karijera
Diawara je svoju karijeru započeo u francuskim klubovima Le Havre i Sochaux. Nakon karijere u Sochauxu, Diawara 30. kolovoza 2006. potpisuje četverogodišnji ugovor s Charlton Athleticom u vrijednosti 3 712 000 funti. No stvari u klubu nisu funkcionirale kako bi trebale. Tako je predsjednik kluba kritizirao momčadskog trenera Iain Dowieja jer je Diawaru doveo u klub.
Nakon godine dana u Engleskoj, Diawara se vraća u Francusku, u Bordeaux s kojim osvaja naslov francuskog prvaka. Od 2009. do 2014. je bio član Olympique Marseillea.

### Reprezentativna karijera
Za svoju reprezentaciju, Diawara je nastupao na tri Afrička kupa nacija - 2004. u Tunisu, 2006. u Egiptu i 2008. u Gani. Na Afričkom kupu nacija u Egiptu, Diawara je sa Senegalom osvojio četvrto mjesto u borbi s Nigerijom. Na sva tri turnira bio je standardni igrač Senegala, te je nosio dres s brojem 5.  
Iz senegalske nogometne reprezentacije Diawara je bio udaljen u kolovozu 2006. zbog kršenja discipline, uoči prijateljske utakmice s Obalom Bjelokosti.

## Osvojeni klupski trofeji
| Francuska           | Francuska           | Francuska |
| ------------------- | ------------------- | --------- |
| Bordeaux            | Francusko prvenstvo | 2008/09.  |
| Bordeaux            | Francuski Liga kup  | 2009.     |
| Olympique Marseille | Francuski Liga kup  | 2010.     |